# Дом Дениса Давыдова в Большом Знаменском переулке
Дом Дениса Давыдова — особняк начала XIX века в центре Москвы (Большой Знаменский пер., д. 17). В этом доме с 1826 по 1830 год жил герой Отечественной войны 1812 года генерал-майор Денис Давыдов. В настоящее время особняк принадлежит Министерству обороны Российской Федерации. Дом Дениса Давыдова имеет статус объекта культурного наследия федерального значения.

## История
Небольшой особняк в Большом Знаменском переулке был построен вскоре после пожара 1812 года. В 1826 году его приобрёл Денис Давыдов на имя своей жены, и жил там до 1830 года. Согласно исповедным ведомостям, в этом доме жили «генерал-майор Дионисий Васильевич Давыдов, его жена Софья Николаевна и дети Василий, Николай, Дионисий и Ахиллий». Предположительно, в этом доме Дениса Давыдова посещал А. С. Пушкин. В 1830 году Давыдовы съехали из этого дома, а в 1833 году продали его. В 1835 году Давыдовы приобрели дом-дворец на Пречистенке, 17.

## Архитектура
Двухэтажный особняк практически не перестраивался с начала XIX века. Центральная его часть завершается небольшим мезонином с невысоким треугольным фронтоном. Боковые части на уровне первого этажа первоначально были отделаны рустом. Три окна второго этажа украшены сандриками.